# Termőföld
A termőföld, mint jogi fogalom olyan földrészletet jelent, amelyet az ingatlan-nyilvántartások valamely település külterületén fekvő, szántó, szőlő, gyümölcsös, kert, rét, legelő (gyep), nádas vagy fásított terület művelési ágba besorolt területként tartanak nyilván, kivéve, ha a földrészlet az erdőgazdálkodásról szóló törvényben meghatározott erdőnek minősül. A nyilvántartás alapjának hazánkban a rendszeres földhasznosítási mód és a természeti állapot tekintendő.
A termőföld védelméről Magyarországon a 2007. évi CXXIX. törvény, illetve az azt módosító 2013. évi CLXIX. törvény rendelkezik. E törvények magának a termőföldnek a fogalmát is rögzítik, meghatározzák továbbá az átlagos minőségű termőföld fogalmát is, amely az adott település azonos művelési ágú termőföldjei 1 hektárra vetített  aranykorona-értékeinek területtel súlyozott átlagának megfelelő termőföldet jelenti.

### Termőföld (ömlesztett anyag)
A termőföld kifejezés használatos továbbá ömlesztett anyagokra is. Ha tereprendezéshez, így talajcseréhez, díszkert kialakításához, építkezéshez vagy éppen töltésekhez földre van szükségünk, azt jellemzően a termőföld név alatt találhatjuk meg. 
A termőföld eredete
A tereprendezésre alkalmas termőföldet általában két forrásból nyerhetjük ki:
1.     Léteznek kifejezetten jó minőségű földet tartalmazó bányahelyek, azaz direkt úgynevezett földbányák;
2.     valamint olyan, az aktív gazdálkodásból már kivont, gyakorlatilag ugaroltatott földfelszínek, melyek bizonyos mélységig kitermelhetők.
Nagy előnye a termőföldnek, hogy kibányászását követően akár azonnal felhasználható, de ömlesztett anyagként gyakran szállítják előbb telephelyekre, hogy ott ledarálják, esetleg tőzeggel vagy trágyával dúsítsák az előnyösebb felhasználhatóság érdekében.
A termőföld típusai
Több típusa ismert, így megkülönböztethetünk
-       normál termőföldet;
-       normál darált termőföldet;
-       komposztált termőföldet;
-       trágyázott termőföldet;
-       valamint komposztált és trágyázott termőföldet.
Normál termőföld
A normál vagy natúr termőföld a nevéhez hűen az a típus, ami a bányászatot követően feldolgozatlanul, nyersen kerül kiszállításra. Népszerű megoldás abban az esetben, ha tereprendezéshez vagy füvesítéshez keresünk friss földfelületet, de töltőföldként, talajpótlásként való alkalmazása is gyakori. Ez a földtípus jellemzően sok rögöt tartalmaz, így főként füvesítés vagy felületkialakítás előtt érdemes lehet átdolgozni – például egy rotációs kapával –, de a munkálatok során találhatunk benne növényi hulladékot, faágakat vagy gyomokat is. 
Normál darált termőföld
Alapja a normál termőföld, azonban bányászatát követően nem szállítják ki azonnal a helyszínre, hanem egy speciális géppel ledarálják, amitől a végeredmény porhanyós, rögöktől mentes, könnyen eldolgozható lesz. Ezzel a földtípussal lényegesen egyszerűbb és gyorsabb a munkavégzés, hiszen a helyszínen már csak el kell teríteni és gereblyézni, nem kell törődni a hantokkal, de a darálási folyamat a legtöbb növényi hulladékot is kiszűri belőle. Ezeknek a tulajdonságoknak köszönhetően a normál darált termőföld főként füvesítés vagy finomabb földmunkák esetén jó választás.
Komposztált termőföld
A komposztált termőföld alapja a normál darált termőföld, amihez megfelelő arányban szintén ledarált komposztot kevernek. Ezzel rendkívül speciális tulajdonságokkal rendelkező termőföld születik, mely főként különféle növények ültetéséhez vagy füvesítéshez ideális. Jellemzően csak a felszín felső rétegén elteregetve alkalmazzák, de kiváló választás földes sziklakertekhez, valamint cserepekbe és dézsákba is, legyen szó egynyári növényekről, esetleg cserjékről, tujákról vagy törpe örökzöldekről.
Trágyázott termőföld
A trágyázott termőföld alapját szintén a ledarált natúr termőföld adja, azonban ehhez a finom alaphoz ebben az esetben marhatrágyát kevernek. Ezzel a kérdéses ömlesztett anyag tápértéke rendkívüli mértékben megnövelhető, tehát kifejezetten ajánlott olyan helyeken alkalmazni, ahol akár ipari mértékű növénytermesztés indul. Mivel természetes összetevőkről van szó, ezért közvetlen zöldség és gyümölcstermesztéshez egyaránt ideális a trágyázott termőföld, de ha gyorsan szeretnénk szép díszkertet vagy zöld pázsitot, akkor tereprendezés után a ház körül is lehet alkalmazni. A magas tápanyagtartalmának köszönhetően kifejezetten gyakori választás talajfrissítéskor – akár haszonkertekben is.
Komposztált és trágyázott termőföld
A komposztált és trágyázott termőföld a kérdéses ömlesztett anyag legspecifikusabb típusa, mely egy rendkívül különleges tulajdonságokkal rendelkező talajformát eredményez. Tápanyagokban és értékes nyomelemekben rendkívül gazdag, alapját szintén a normál termőföld adja, melyet darálást követően elegyítenek komposzttal és marhatrágyával. Ennek köszönhetően egy értékes földtípus születik, melyet főként talajfrissítéshez vagy speciális növények ültetéséhez használnak, de szintén alkalmas cserepekbe vagy dézsákba, ha egészséges és gyorsan növő virágokat, cserjéket, netán örökzöldeket szeretnénk ültetni. Ritkán alkalmazzák önmagában, általában keverve vagy talajfrissítés során kap szerepet.